# Гипофронтальность

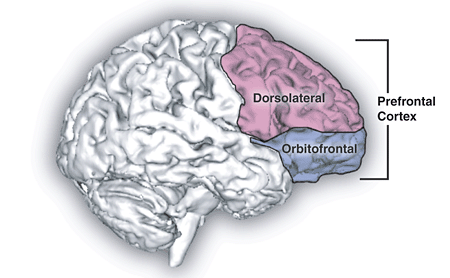
Префронтальная кора головного мозга.

Гипофронта́льность (от др.-греч. ὑπό + фр. front — лоб) — сниженное кровоснабжение головного мозга в лобных и префронтальных отделах в сравнении с другими зонами мозга. Встречается при шизофрении, синдроме дефицита внимания и гиперактивности (СДВГ) и некоторых других психических расстройствах. У психически здоровых при когнитивной деятельности наблюдается усиление кровообращения именно в упомянутых отделах головного мозга.
Данное состояние было впервые описано Ингваром и Франзеном в 1974 году, которые использовали компьютерную томографию с применением ксенона для сканирования головного мозга пациентов с шизофренией.
Исследования с экспериментальными моделями шизофрении на животных показали, что нормальная активность префронтальной коры может быть восстановлена при использовании никотина. В связи с этим было предположено, что использование никотина может представлять терапевтическую стратегию для лечения шизофрении. В настоящее время исследуется новое лекарство от шизофрении, действующее как частичный агонист α7-никотинового ацетилхолинового рецептора — GTS-21 (DMBX-A).